# Amt Radolfshausen

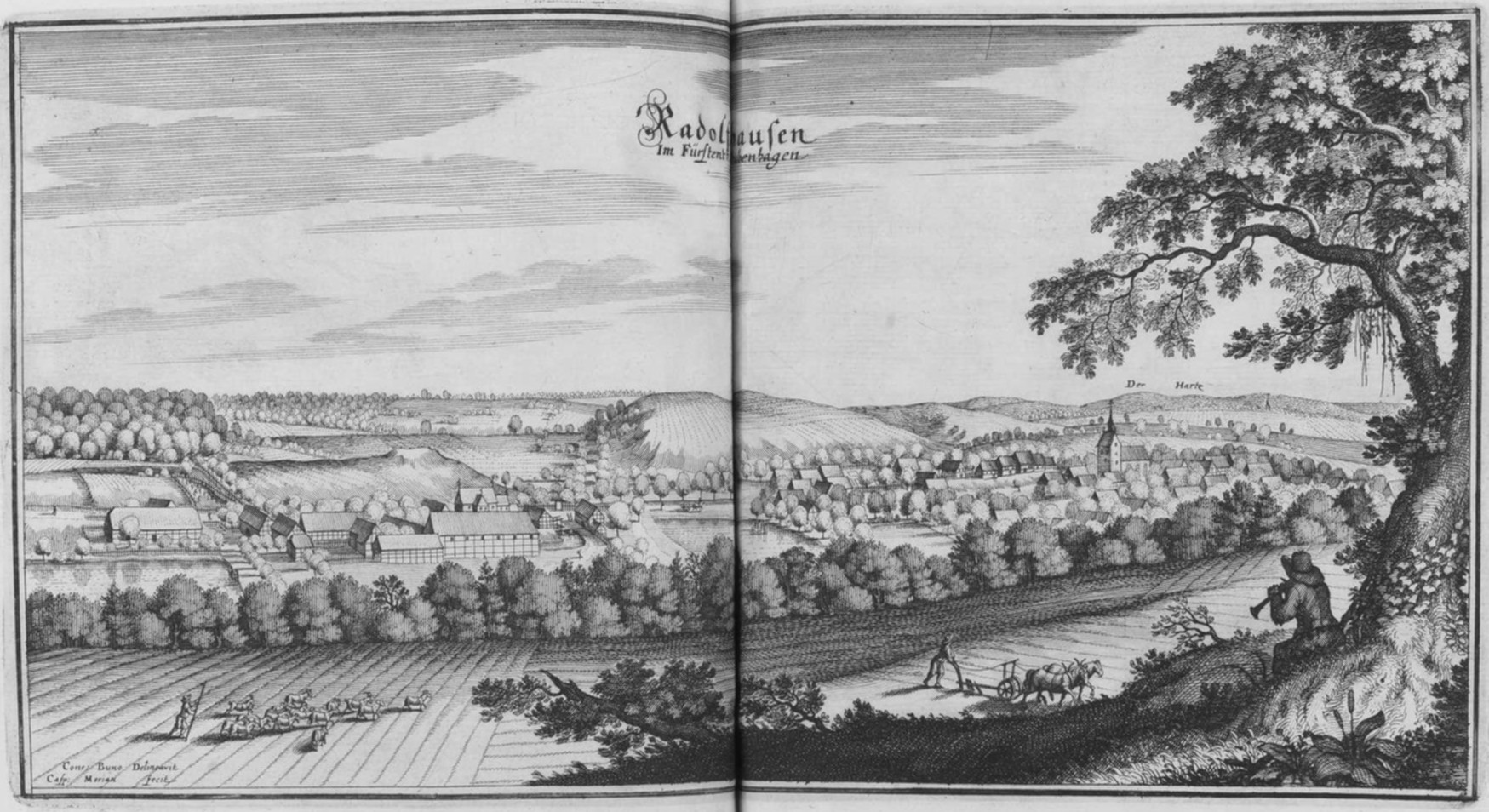
Amtshaus Radolfshausen, Merian-Stich um 1654

Das Amt Radolfshausen war ein historisches Verwaltungsgebiet des Fürstentums Grubenhagen bzw. des Königreichs Hannover.

## Geschichte

Wohnturm der Burg Radolfshausen

Die im 13. Jahrhundert als Wohnturm entstandene Burg Radolfshausen wurde um 1500 als Vorwerk Radolfshausen für eine Seitenlinie der Herren von Plesse zum Festen Haus und als Amtssitz ausgebaut. Während die Herrschaft Plesse mit dem Erlöschen des Geschlechts an die Landgrafen von Hessen fiel, kam Radolfshausen 1595 in welfischen Besitz und bildete mit seinem Zubehör seither ein Amt des Fürstentums Grubenhagen. Das Amtshaus, das spätere Forsthaus Radolfshausen, befand sich in Ebergötzen. Es wurde als ein barockzeitlicher Fachwerkbau 1711 errichtet. Auf dem Gelände des einstigen Amtshauses haben sich bis heute zudem, mit einem Wohnturm aus dem 13./14. Jahrhundert, Spuren einer mittelalterlichen Wasserburg erhalten. Archäologische Untersuchungen förderten ein neolithisches Steinbeil zutage. In der Franzosenzeit bestand das frühere Amt als Kanton Radolfshausen. 1850 wurde es um das Gericht Waake erweitert, 1852 um die Gemeinde Bösinghausen (vorher zum Amt Göttingen) und das frühere Amt Neuengleichen mit den Dörfern Benniehausen, Etzenborn, Mackenrode und Sattenhausen (vom Amt Reinhausen). Benniehausen und Wittmarshof kamen noch im gleichen Jahr zurück an Reinhausen, Etzenborn an das Amt Duderstadt. 1859 wurde das Amt aufgehoben und sein Sprengel dem vergrößerten Amt Göttingen angeschlossen.
An das frühere Amt erinnert seit 1973 die Samtgemeinde Radolfshausen. Bis 1997 bestand außerdem ein Staatliches Forstamt Radolfshausen, das die Tradition des Amtes fortgesetzt hatte. Eine Gemeinde dieses Namens existiert nicht. 1998 wurde der Förderverein Altes Amt Radolfshausen gegründet. Sein Ziel ist es unter anderem unterstützend bei der Erhaltung der baulichen Anlagen auf dem Areal des ehemaligen staatlichen Forstamtes mitzuwirken. Die Gebäude und das Areal beherbergen heute das Europäische Brotmuseum.

## Gemeinden
Bei seiner Aufhebung (1859) umfasste das Amt folgende Gemeinden:
| - Bösinghausen - Ebergötzen - Falkenhagen - Landolfshausen | - Mackenrode - Potzwenden - Waake |

- Karte mit allen verlinkten Seiten:
- OSM |
- WikiMap

## Amtmänner
- 1693: Rudolf Heinrich Heinsius (1665–1722), Amtmann, Vater von Georg Christoph H.
- 1724: Conrad Nikolaus Chappuzeau, Amtmann
- 1729–1744: Ernst Karl von Reiche (1699–1744), Amtmann
- 1761–1788: Georg Christoph Heinsius (1720–1788), Amtmann
- 1813–1839: Gottlieb Friedrich Achatz von Kerßenbruch, Drost
- 1839–1858: Bernhard Rodewald, Amtsassessor, ab 1853 Amtmann
- 1858–1859: vakant und von Göttingen aus verwaltet